# إيزابيل غونزاليس
إيزابيل غونزاليس (بالإنجليزية: Isabel González)‏ هي كاتِبة أمريكية، ولدت في 2 مايو 1882 في سان خوان في بورتوريكو، وتوفيت في 11 يونيو 1971 في نيوجيرسي في الولايات المتحدة.